# Grupo Flechas
El Grupo Flechas también conocido como Operativa MZ, es un brazo armado del Cártel de Sinaloa que operaba bajo las órdenes de Ismael «El Mayo» Zambada hasta su detención en 2024. A partir de entonces su nuevo líder es Ismael Zambada Sicairos «El Mayito Flaco» y su misión principal consiste en frenar el avance del Cártel de Jalisco Nueva Generación en los estados de Aguascalientes, Guanajuato, Nayarit y Zacatecas.

## Historia
En 2017 el Cártel de Santa Rosa de Lima liderado por José Antonio Yépez Ortiz «El Marro» realizó un pacto con el Cártel de Sinaloa para compartirse las rutas de trasiego de drogas y el robo de combustible en el estado de Guanajuato. Además de que ambas organizaciones tienen un enemigo en común, se trata del Cártel de Jalisco Nueva Generación liderado por Nemesio Oseguera Cervantes «El Mencho».
Sin embargo, la captura de El Marro acaecida en agosto de 2020 debilitó a su cártel, por ende el Cártel de Sinaloa tuvo que buscar alternativas para defenderse del CJNG. Para ello, su líder Ismael Zambada creó el Grupo Flechas (también llamada Operativa MZ), un grupo paramilitar conformado por jóvenes de entre 16 y 30 años.
El nombre proviene de las cualidades que deben tener los pistoleros bajo su mando: rápidos, silenciosos, mortales y discretos; como el ataque de una flecha. Los Flechas MZ possen armas tipo Barret M82, fusiles AR-15, rifles AK-47 modificados para cadencia automática, drones explosivos y vehículos artillados con blindaje de cerámica capaz de resistir hasta los destructivos calibres 12.7 mm y superiores. Además, ofrecen a sus nuevos integrantes “capacitaciones” con paramilitares colombianos, exmilitares israelíes, marines desertores y soldados mexicanos de élite expertos en emboscadas, manejo defensivo, redadas, asaltos y envolvimiento de enemigos.
En cuanto a expansión territorial, el grupo opera principalmente en los estados de Zacatecas y Guanajuato, aunque también tienen presencia en Aguascalientes, Durango, Nayarit, Colima y San Luis Potosí. Mientras que en el estado de Jalisco, el Grupo Flechas le ha otorgado apoyo armamentistico y financiamiento a un grupo local denominado Cártel Nueva Plaza, el cual se separó del CJNG en 2017 y comenzó a disputarle el territorio a su antiguo aliado.